# Maison du 64 rue de Bayeux à Caen
La maison du 64 rue de Bayeux est un édifice situé à Caen, en France. Elle date du XVIIe siècle et est inscrite au titre des Monuments historiques.

## Localisation
Le monument est situé dans le département français du Calvados, à Caen, au 64 de la rue de Bayeux, près du carrefour de la rue Bicoquet.

## Historique
L'édifice est inscrit au titre des Monuments historiques depuis le 13 juin 1927.
La lucarne du XVIIe siècle qui ornait le gable de la façade sur la rue de Bayeux a disparu[Quand ?].

## Architecture

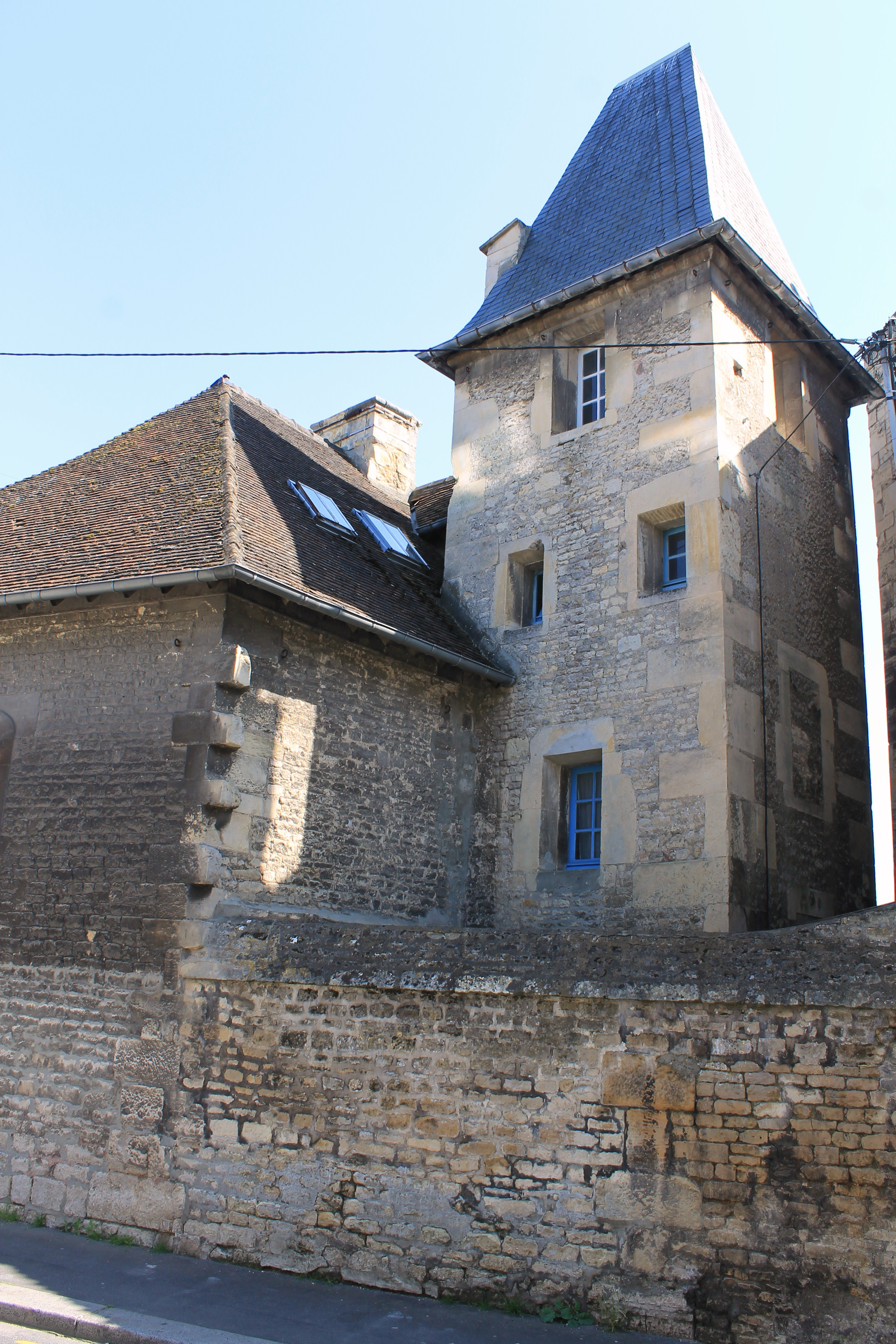
Vue depuis la rue Bicoquet.